# Haus Herl
Das Haus Herl ist eine ehemalige Wasserburg im rechtsrheinischen Kölner Stadtteil Buchheim an der Strunde. Zum Ensemble gehört auch die Herler Mühle. Seit 1984 steht die Mühle und seit 1990 auch Haus Herl unter Denkmalschutz. Das Haus Herl liegt nördlich der Merheimer Heide am Buchheimer Ring.